# Campionati europei di nuoto in vasca corta 2011
La XIXa edizione dei campionati europei di nuoto in vasca corta si è svolta negli impianti della Floating Arena di Stettino, in Polonia, dall'8 all'11 dicembre 2011.
Il programma delle gare è rimasto invariato rispetto al passato ma, come avvenuto a Istanbul 2009, tutte le gare si sono disputate su dieci corsie, anziché le consuete otto.

## Programma gare
| Giovedì 8 dicembre 2011 | Venerdì 9 dicembre 2011 | Sabato 10 dicembre 2011 | Domenica 11 dicembre 2011 |
| dalle ore 09:30 - Batterie | | | |
| 50 m stile libero M 50 m rana F 200 m misti M 100 m dorso F 200 m dorso M 100 m farfalla M 200 m farfalla F 100 m rana M 200 m misti F 400 m stile libero M 100 m stile libero F Staffetta 4x50 m mx M                                                               | 50 m dorso M 50 m farfalla F 400 m misti M 100 m misti F 200 m rana F 100 m stile libero M Staffetta 4x50 m sl F 800 m stile libero F | 50 m dorso F 50 m dorso M 400 m stile libero F 100 m dorso M 100 m rana F 100 m misti M 100 m farfalla F 200 m farfalla M Staffetta 4x50 m mx F 1500 m stile libero M                                                                                          | 50 m stile libero F 50 m farfalla M 400 m misti F 200 m rana M 200 m stile libero F 200 m stile libero M 200 m dorso F Staffetta 4x50 m sl M |
| dalle ore 17:00 - Semifinali e finali | | | |
| 50 m stile libero M (sf) 50 m rana F (sf) 400 m stile libero M 200 m dorso M 100 m dorso F (sf) 100 m farfalla M (sf) 200 m misti F 100 m rana M (sf) 200 m farfalla F 200 m misti M 100 m stile libero F (sf) 50 m stile libero M 50 m rana F Staffetta 4x50 m mx M | 800 m stile libero F 50 m dorso M (sf) 50 m farfalla F (sf) 400 m misti M 200 m rana F 100 m rana M 100 m stile libero F 100 m stile libero M (sf) 100 m dorso F 100 m farfalla M 100 m misti F (sf) 50 m farfalla F 50 m dorso M Staffetta 4x50 m sl F | 1500 m stile libero M 50 m dorso F (sf) 50 m rana M (sf) 400 m stile libero F 100 m misti M (sf) 100 m rana F (sf) 100 m dorso M (sf) 100 m misti F 200 m farfalla M 100 m farfalla F (sf) 100 m stile libero M 50 m dorso F 50 m rana M Staffetta 4x50 m mx F | 50 m stile libero F (sf) 50 m farfalla M (sf) 400 m misti F 200 m rana M 200 m stile libero F 100 m misti M 100 m farfalla F 200 m stile libero M 100 m rana F 100 m dorso M 200 m dorso F 50 m farfalla M 50 m stile libero F Staffetta 4x50 m sl M |

## Nazioni e partecipanti
Le federazioni LEN che hanno iscritto i propri atleti alla rassegna sono 40; hanno partecipato alle gare 302 uomini e 241 donne, per un totale di 543 atleti. Le delegazioni più numerose sono state quelle dei padroni di casa polacchi, della Russia e dell'Italia.
- Austria: 24 (14 M, 10 F)
- Azerbaigian: 3 (3 M, 0 F)
- Belgio: 16 (10 M, 6 f)
- Bielorussia: 16 (11 M, 5 f)
- Bosnia ed Erzegovina: 5 (4 M, 1 f)
- Bulgaria: 8 (4 M, 4 f)
- Cipro: 2 (1 M, 1 f)
- Croazia: 22 (16 M, 6 f)
- Danimarca: 16 (8 M, 8 f)
- Estonia: 10 (6 M, 4 f)
- Finlandia: 16 (6 M, 10 f)
- Francia: 29 (13 M, 16 f)
- Germania: 28 (14 M, 14 f)
- Grecia: 8 (6 M, 2 f)

- Gran Bretagna: 36 (18 M, 18 F)
- Irlanda: 20 (10 M, 10 F)
- Islanda: 10 (5 M, 5 F)
- Fær Øer: 4 (2 M, 2 F)
- Israele: 15 (13 M, 2 F)
- Italia: 38 (23 M, 15 F)
- Lettonia: 8 (5 M, 3 F)
- Liechtenstein: 2 (1 M, 1 F)
- Lituania: 8 (6 M, 2 F)
- Lussemburgo: 6 (3 M, 3 F)
- Montenegro: 3 (1 M, 2 F)
- Norvegia: 11 (6 M, 5 F)
- Paesi Bassi: 29 (13 M, 16 F)

- Polonia: 45 (23 M, 22 F)
- Portogallo: 6 (4 M, 2 F)
- Rep. Ceca: 20 (10 M, 10 F)
- Russia: 39 (23 M, 16 F)
- Serbia: 9 (6 M, 3 F)
- Slovacchia: 6 (3 M, 3 F)
- Slovenia: 23 (7 M, 16 F)
- Spagna: 25 (10 M, 15 F)
- Svizzera: 14 (7 M, 7 F)
- Svezia: 10 (4 M, 6 F)
- Turchia: 16 (8 M, 8 F)
- Ucraina: 12 (7 M, 5 F)
- Ungheria: 22 (12 M, 10 F)

## Medagliere
| Posizione | Paese         | Oro | Argento | Bronzo | Totale |
| --------- | ------------- | --- | ------- | ------ | ------ |
| 1         | Germania      | 7   | 2       | 1      | 10     |
| 2         | Danimarca     | 5   | 7       | 2      | 14     |
| 3         | Spagna        | 5   | 5       | 2      | 12     |
| 4         | Polonia       | 5   | 0       | 3      | 8      |
| 5         | Russia        | 4   | 9       | 2      | 15     |
| 6         | Ungheria      | 4   | 3       | 5      | 12     |
| 7         | Italia        | 3   | 2       | 4      | 9      |
| 8         | Ucraina       | 3   | 0       | 1      | 4      |
| 9         | Slovenia      | 1   | 2       | 0      | 3      |
| 10        | Norvegia      | 1   | 0       | 1      | 2      |
| 11        | Gran Bretagna | 0   | 4       | 5      | 9      |
| 12        | Estonia       | 0   | 1       | 2      | 3      |
| 13        | Austria       | 0   | 1       | 0      | 1      |
| 13        | Francia       | 0   | 1       | 0      | 1      |
| 13        | Svizzera      | 0   | 1       | 0      | 1      |
| 16        | Belgio        | 0   | 0       | 3      | 3      |
| 16        | Bielorussia   | 0   | 0       | 3      | 3      |
| 18        | Israele       | 0   | 0       | 2      | 2      |
| 19        | Rep. Ceca     | 0   | 0       | 1      | 1      |
| 19        | Irlanda       | 0   | 0       | 1      | 1      |
| Totale    | Totale        | 38  | 38      | 38     | 114    |

## Risultati

### Uomini
| Evento                         | Oro                                                                                                | Tempo    | Argento | Tempo    | Bronzo                                                                       | Tempo    |
| Stile libero                   | |          | |          |                                                                              |          |
| 50 m (dettagli)                | Konrad Czerniak                                                                                    | 20"88    | Sergej Fesikov | 20"95    | Marco Orsi                                                                   | 21"01    |
| 100 m (dettagli)               | Sergej Fesikov                                                                                     | 46"56    | Luca Dotto | 46"89    | Krisztián Takács                                                             | 47'46    |
| 200 m (dettagli)               | Paul Biedermann                                                                                    | 1'42"92  | Filippo Magnini | 1'43"20  | László Cseh                                                                  | 1'43"71  |
| 400 m (dettagli)               | Paul Biedermann                                                                                    | 3'38"65  | Mads Glæsner | 3'39"30  | Paweł Korzeniowski                                                           | 3'40"54  |
| 1500 m (dettagli)              | Mateusz Sawrymowicz                                                                                | 14'29"81 | Mads Glæsner | 14'29"88 | Serhij Frolov                                                                | 14'35"22 |
| Dorso                          | |          | |          |                                                                              |          |
| 50 m (dettagli)                | Aschwin Wildeboer                                                                                  | 23"43    | Flori Lang | 23"57    | Pavel Sankovič                                                               | 23"64    |
| 100 m (dettagli)               | Radosław Kawęcki                                                                                   | 50"43    | Aschwin Wildeboer | 50"61    | Pavel Sankovič                                                               | 51"14    |
| 200 m (dettagli)               | Radosław Kawęcki                                                                                   | 1'49"15  | Aschwin Wildeboer | 1'50"63  | Péter Bernek                                                                 | 1'51"21  |
| Rana                           | |          | |          |                                                                              |          |
| 50 m (dettagli)                | Fabio Scozzoli                                                                                     | 26"25    | Damir Dugonjič | 26"34    | Alexander Dale Oen                                                           | 26"49    |
| 100 m (dettagli)               | Alexander Dale Oen                                                                                 | 57"05    | Damir Dugonjič | 57"29    | Fabio Scozzoli                                                               | 57"30    |
| 200 m (dettagli)               | Dániel Gyurta                                                                                      | 2'02"37  | Vjačeslav Sinkevič | 2'03"61  | Michael Jamieson                                                             | 2'03"77  |
| Farfalla                       | |          | |          |                                                                              |          |
| 50 m (dettagli)                | Andrij Hovorov                                                                                     | 22"70    | Amaury Leveaux | 22"74    | Konrad Czerniak                                                              | 22"77    |
| 100 m (dettagli)               | Konrad Czerniak                                                                                    | 49"62    | Evgenij Korotyškin | 49"88    | François Heersbrandt                                                         | 50"44    |
| 200 m (dettagli)               | László Cseh                                                                                        | 1'50"87  | Nikolaj Skvorcov | 1'51"21  | Joe Roebuck                                                                  | 1'51"62  |
| Misti                          | |          | |          |                                                                              |          |
| 100 m (dettagli)               | Peter Mankoč                                                                                       | 52"70    | Markus Deibler | 53"04    | Martti Aljand                                                                | 53"37    |
| 200 m (dettagli)               | László Cseh                                                                                        | 1'53"43  | Markus Rogan | 1'53"63  | Gal Nevo                                                                     | 1'54"67  |
| 400 m (dettagli)               | László Cseh                                                                                        | 4'01"68  | Dávid Verrasztó | 4'03"03  | Gal Nevo                                                                     | 4'04"49  |
| Staffette                      | |          | |          |                                                                              |          |
| 4x50 m stile libero (dettagli) | Italia Luca Dotto Marco Orsi Federico Bocchia Andrea Rolla Lucio Spadaro*                          | 1'24"82  | Russia Sergej Fesikov Evgenij Lagunov Andrej Grečin Nikita Konovalov Alexander Sukhorukov*                                                    | 1'25"11  | Belgio Francois Heersbrandt Emmanuel Vanluchene Louis Croenen Jasper Aerents | 1'25"83  |
| 4x50 m misti (dettagli)        | Italia Mirco Di Tora Fabio Scozzoli Paolo Facchinelli Marco Orsi Daniele Cremonesi* Lucio Spadaro* | 1'33"18  | Russia Vitalij Borisov Sergej Gejbel' Evgenij Korotyškin Sergej Fesikov Sergey Makov* Stanislav Lakhtyunov* Nikita Konovalov* Evgeny Lagunov* | 1'33"86  | Germania Christian Diener Erik Steinhagen Steffen Deibler Stefan Herbst      | 1'34"41  |

### Donne
| Evento                         | Oro                                                                                    | Tempo      | Argento | Tempo   | Bronzo                                                                                 | Tempo   |
| Stile libero                   |                                                                                        |            | |         |                                                                                        |         |
| 50 m (dettagli)                | Britta Steffen                                                                         | 24"01      | Jeanette Ottesen | 24"11   | Triin Aljand                                                                           | 24"23   |
| 100 m (dettagli)               | Britta Steffen                                                                         | 51"94      | Jeanette Ottesen | 52"05   | Amy Smith                                                                              | 52"77   |
| 200 m (dettagli)               | Silke Lippok                                                                           | 1'54"08    | Melania Costa | 1'54"31 | Evelyn Verrasztó                                                                       | 1'54"55 |
| 400 m (dettagli)               | Mireia Belmonte García                                                                 | 3'56"39    | Lotte Friis | 3'58"02 | Melania Costa                                                                          | 4'00"30 |
| 800 m (dettagli)               | Lotte Friis                                                                            | 8'07"53    | Erika Villaécija | 8'12"23 | Melania Costa                                                                          | 8'16"28 |
| Dorso                          |                                                                                        |            | |         |                                                                                        |         |
| 50 m (dettagli)                | Anastasija Zueva                                                                       | 26"23      | Georgia Davies | 26"93   | Simona Baumrtová                                                                       | 26"94   |
| 100 m (dettagli)               | Daryna Zevina                                                                          | 56"96      | Anastasija Zueva | 57"12   | Mie Østergaard Nielsen                                                                 | 57"57   |
| 200 m (dettagli)               | Daryna Zevina                                                                          | 2'02"25 RC | Duane Da Rocha | 2'03"32 | Melanie Nocher                                                                         | 2'04"29 |
| Rana                           |                                                                                        |            | |         |                                                                                        |         |
| 50 m (dettagli)                | Valentina Artem'eva                                                                    | 30"06      | Dorothea Brandt | 30"17   | Dar'ja Deeva                                                                           | 30"63   |
| 100 m (dettagli)               | Valentina Artem'eva                                                                    | 1'05"19    | Rikke Møller Pedersen | 1'05"23 | Dar'ja Deeva                                                                           | 1'05"83 |
| 200 m (dettagli)               | Rikke Møller Pedersen                                                                  | 2'19"55    | Anastasija Čaun | 2'20"84 | Fanny Lecluyse                                                                         | 2'21"14 |
| Farfalla                       |                                                                                        |            | |         |                                                                                        |         |
| 50 m (dettagli)                | Jeanette Ottesen                                                                       | 24"92 RC   | Triin Aljand | 25"51   | Svjatlana Chachlova                                                                    | 25"96   |
| 100 m (dettagli)               | Jeanette Ottesen                                                                       | 56"22      | Jemma Lowe | 56"67   | Ilaria Bianchi                                                                         | 57"42   |
| 200 m (dettagli)               | Mireia Belmonte García                                                                 | 2'03"37    | Jemma Lowe | 2'04"04 | Jessica Dickons                                                                        | 2'04"80 |
| Misti                          |                                                                                        |            | |         |                                                                                        |         |
| 100 m (dettagli)               | Theresa Michalak                                                                       | 59"05      | Zsuzsanna Jakabos | 59"72   | Mie Østergaard Nielsen                                                                 | 1'00"10 |
| 200 m (dettagli)               | Mireia Belmonte García                                                                 | 2'07"06    | Evelyn Verrasztó | 2'08"28 | Hannah Miley                                                                           | 2'08"34 |
| 400 m (dettagli)               | Mireia Belmonte García                                                                 | 4'24"55 RC | Hannah Miley | 4'26"06 | Zsuzsanna Jakabos                                                                      | 4'27"86 |
| Staffette                      |                                                                                        |            | |         |                                                                                        |         |
| 4x50 m stile libero (dettagli) | Germania Britta Steffen Dorothea Brandt Paulina Schmiedel Daniela Schreiber            | 1'37"29    | Danimarca Mie Østergaard Nielsen Pernille Blume Katrine Holm Sørensen Jeanette Ottesen                                            | 1'37"63 | Italia Erika Ferraioli Erica Buratto Federica Pellegrini Laura Letrari Elena Di Liddo* | 1'38"12 |
| 4x50 m misti (dettagli)        | Danimarca Mie Østergaard Nielsen Rikke Møller Pedersen Jeanette Ottesen Pernille Blume | 1'46"48    | Russia Anastasija Zueva Valentina Artem'eva Irina Bespalova Margarita Nesterova Ksenia Moskvina* Daria Deeva* Viktoriya Andreeva* | 1'47"08 | Polonia Aleksandra Urbańczyk Ewa Ścieszko Anna Dowgiert Katarzyna Wilk                 | 1'48"70 |

## Record battuti
| Data        | Gara          | Batt.  | Atleta                 | Nazione   | Tempo   |    |  |  |
| ----------- | ------------- | ------ | ---------------------- | --------- | ------- | -- |  |  |
| 9 dicembre  | 50 m farfalla | Finale | Jeanette Ottesen       | Danimarca | 24"92   | Si |  |  |
| 11 dicembre | 400 m misti   | Finale | Mireia Belmonte García | Spagna    | 4'24"55 | Si |  |  |
| 11 dicembre | 200 m dorso   | Finale | Daryna Zevina          | Ucraina   | 2'02"25 | Si |  |  |